# Ted Poley
Ted Poley, cujo nome completo é Ted Harris Poley (Englewood, Nova Jérsei, 5 de Janeiro de 1962) é um vocalista e baterista estado-unidense de rock, muito conhecido pelo Danger Danger.

## Biografia
Ted Poley ingressou na música com a banda Lush como baterista. A banda contava com o baixista Joe Slattery, com quem Ted tocaria novamente mais tarde.
Participou da banda de rock progressivo de New Jersey Prophet como baterista. Eles compuseram seu primeiro álbum em 1985. Ted foi o vocal principal em algumas músicas, trabalhando no segundo álbum da banda, foi convidado por Bruno Ravel e Steve West para participar no Danger Danger e ele aceitou.
Com o Danger Danger, ele criou inúmeros hits, o que o tornou conhecido como Hitmaker, embora não ganhasse tanta atenção quanto a outras bandas. Juntos produziram dois álbuns: (Danger Danger e Screw It!) e entraram em Tour com bandas como Kiss, Alice Cooper, entre outras, porém, não conseguiram ficar muito tempo nas paradas, pois brigas internas fizeram com que a banda perdesse espaço.
Atualmente ele está de volta no Danger Danger e também com a banda Poley/Rivera e com a sua carreira solo.

## Discografia
Prophet
- Prophet (1985)

Danger Danger
- Danger Danger (1989)
- Down And Dirty Live
- Screw It! (1992)
- Cockroach (2001)
- Revolve (2009)

Bone Machine
- Dogs (1994)
- Search and Destroy (Live, 1995)
- Live in the UK (VHS & VCD, 1996)
- Disappearing, Inc. (1996)

Melodica
- USAcoustica (2001)
- Lovemetal (2001)
- Livemetal (Live, 2002)
- Live in Springfield

Poley/Pichler
- Big (2002)

Poley/Rivera
- Only Human  (2008)

Carreira Solo
- Collateral Damage  (2003)
- Smile  (2007)
- Greatestits  (2009)

Série Sonic The Hedgehog - Singles
- Escape From The City (SA2)
- It Doesn´t Matter - Version 2 (SA2)
- We Can (Sonic Heroes)
- Escape From The City - Remake (Sonic Generations)